# Šiauliai
Šiauliai ([ɕɛʊ̯ˈlʲɛɪ̯ˑ] (poslušaj); samogijsko: Šiaulē) je četrto največje mesto v Litvi s 107.086 prebivalci. Od leta 1994 do 2010 je bilo glavno mesto okrožja Šiauliai.

## Ime
Šiauliai se v različnih jezikih imenuje z različnimi imeni: samogijsko Šiaulē, latvijsko Saule (zgodovinsko) in Šauļi (sodobno), nemško (zastarelo) Schaulen, poljsko Szawle, rusko Шавли (Šavli - zgodovinsko) in Шяуля́й (Šjauljaj - sodobno), jidiš שאַװל (Šavl).

## Zgodovina
Mesto je bilo v pisnih virih prvič omenjeno kot Soule v kronikah Livonskega reda, ki opisujejo bitko pri Sauleju. Tako za datum ustanovitve mesta zdaj velja 22. september 1236, isti datum, ko se je odvijala bitka nedaleč od Šiauliaija. Sprva se je razvil kot obrambno mesto pred napadi Tevtonskega in Livonskega reda. Po bitki pri Grunwaldu leta 1410 so se napadi ustavili in Šiauliai se je začel razvijati kot kmetijsko naselje. Leta 1445 je bila zgrajena lesena cerkev. Leta 1625 je bila nadomeščena z opečno cerkvijo, ki jo je danes mogoče videti v središču mesta.
Šiauliai je dobil magdeburške mestne pravice v 16. stoletju, ko je postal tudi upravno središče tega območja. V 16. do 18. stoletju pa je mesto opustelo zaradi Potopa in epidemije bubonske kuge.
Za ponovno rojstvo mesta je zaslužen Antoni Tyzenhaus (1733–1785), ki je po silovitem uporu kmetov kronskih posesti v Severni Litvi (tako imenovano v poljščini: Powstanie Szawelkie, 1769) začel korenite gospodarske in urbane reforme. Mesto se je odločil obnoviti v skladu s klasicizmom: sprva so hiše gradili naključno v radialni obliki, Tyzenhaus pa se je odločil, da bo mesto zgradil v urejeni pravokotni mreži. Šiauliai je zrasel v dobro razvito mesto z več uglednimi opečnimi zgradbami. Leta 1791 je kralj Poljske-litovske zveze Stanisław August Poniatowski mestu znova potrdil mestne pravice in mu podelil grb, ki je upodabljal medveda, simbol Samogitije, oko previdnosti in rdečega bika, simbol družine Poniatowski. Sodobni grb je bil oblikovan po tej različici.
Po poljskih delitvah je Šiauliai prejel nov grb. Mesto je raslo in postalo pomembno izobraževalno in kulturno središče. Prav tako se je hitro razvijala infrastruktura: v letih 1836–1858 je bila zgrajena cesta, ki povezuje Rigo in Tilsit, leta 1871 je bila zgrajena železnica, ki povezuje Liepājo z Romnyem. Šiauliai, ki je bil na križišču pomembnih trgovskih poti, se je začel razvijati kot industrijsko mesto. Že leta 1897 je bilo tretje največje mesto v Litvi s približno 16.000 prebivalci. Spremenila se je tudi demografija: 56,4 % prebivalcev je bilo leta 1909 Judov. Šiauliai je bil znan po usnjarski industriji. Chaim Frenkel je bil lastnik največje tovarne usnja v ruskem cesarstvu.

### Prva svetovna vojna in osamosvojitev Litve
Med prvo svetovno vojno je bilo približno 85 % stavb požganih in mestno jedro uničeno. Po vojni in ponovni vzpostavitvi Litve je pomen mesta Šiauliai naraščal. Preden je bila Litvi priključena Klaipėda, je bilo mesto po številu prebivalcev drugo za Kaunasom. Do leta 1929 je bilo središče mesta obnovljeno. Vključene so bile tudi sodobne javne službe: ulice so bile osvetljene, imeli so javni prevoz, telefonske in telegrafske linije, vodovodno omrežje in kanalizacijo.
Prva leta neodvisnosti so bila težka, ker je industrijsko mesto izgubilo trge v Rusiji. Najti je bilo treba nove stranke v zahodni Evropi. Leta 1932 je bila zgrajena železniška proga do Klaipėde, ki je mesto povezovala z zahodnimi trgi. Leta 1938 je mesto proizvedlo približno 85 % litovskega usnja, 60 % obutve, 75 % lanenih vlaken, 35 % bonbonov. Kultura je prav tako razcvetela, saj je bilo natisnjenih veliko novih revij, odprte so bile nove šole in univerze, odprte so bile knjižnica, gledališče, muzej in običajna šola.

### Druga svetovna vojna
Leta 1939 je bila petina mestnega prebivalstva Judov. Nemški vojaki so v Šiauliai vstopili 26. junija 1941. Prvi množični poboj šiauliajskih Judov je bil izveden 29. junija 1941 v gozdu Kužiai, približno 12 kilometrov izven Šiauliaija. Po besedah enega od preživelih Judov iz Šiauliaija, Nesse Godin, je bilo v prvih tednih okupacije ustreljenih v bližnjem gozdu okoli 700 ljudi, potem ko so bili prisiljeni kopati lastne grobove. Od 29. julija 1941 in vse poletje so Nemci v gozdu Kužiai pobili približno 8000 Judov iz Šiauliaija. Tam je bilo ubitih tudi petindvajset Judov iz Linkuve, skupaj z etničnimi litovskimi in ruskimi člani komunistične partije in komunistične mladine.
Geto Šiauliai je bil ustanovljen julija 1941. V mestu sta bili dve območji judovskega geta, eno v predmestju Kaukas in eno v Trakųu. Med drugo svetovno vojno se je judovsko prebivalstvo zmanjšalo z 8000 na 500. Približno 80 % stavb je bilo uničenih.

### Obdobje Sovjetske zveze
Mesto je bilo v letih poznejše sovjetske okupacije v glavnem obnovljeno na tipičen sovjetski način.
- Cerkev v Šiauliai, 19. st.
- Bulevar za pešce ponoči
- Gora križev
- Nekdanja judovska šola v Šiauliaiju

## Geografija
Šiauliai, ki leži na vzhodnem delu severne planote, delijo reke Mūša, Dubysa in Venta. Oddaljen je 210 kilometrov od Vilne, 142 km od Kaunasa, 161 km od Klaipėde, 128 km od Rige in 250 km od Kaliningrada. Skupna površina mesta je 81,13 kvadratnih kilometrov, od tega zelenih površin 18,87 kvadratnih kilometrov in voda 12,78 kvadratnih kilometrov. Mestno zemljišče zunaj upravnih meja je 70.317 kilometrov.
Nadmorska višina: gladina jezera Rėkyvos - 129,8 m nadmorske višine, gladina jezera Talsos - 103,0 m v središču mesta - 128,4 m, hrib Salduvės - 149,7 m.

### Vode
Skupna površina voda – 1280 ha, 15,7 % v urbanem območju.
- Jezera Šiauliai
  - Rėkyva, 1179 ha
  - Talkša, 56,2 ha
  - Ginkūnai, 16,6 ha

- Reke
  - Kulpė
  - Rūdė
  - Vijolė
  - Švedė
  - Šimša
  - Tilžė
  - Šventupis

### Podnebje
Povprečna januarska temperatura; −3 ° C, julija; +18 ° C. Količina padavin v enem letu - 620 mm.
Leta 1942 je mesto zabeležilo najnižjo srednjo letno temperaturo v Litvi (+3,6 °C).

## Gospodarstvo
Od 19. stoletja je Šiauliai postal industrijsko središče. V obdobju ruskega imperija je imelo mesto največjo tovarno usnja v celotnem imperiju v lasti Chaima Frenkela. Šiauliai je prispeval približno 85 % celotne proizvodnje usnja v Litvi, 60 % obutvene industrije, 75 % industrije lanenih vlaken in 35 % industrije sladkarij.
V sovjetskih letih so v mestu delovali proizvodnja elektronike, strojništvo, predelava lesa, gradbena industrija. Večina industrijskih podjetij je bila zgoščena v urbanih območjih.
Po podatkih iz leta 2005 ima mesto:
- proizvodna in storitvena podjetja - 3195
- trgovska podjetja - 781
- nakupovalni centri - 30, vključno
  - Akropolis, odprt marca 2009
  - Saulės Miestas, odprto marca 2007
  - Bruklinas, odprt novembra 2007
  - Tilžė, odprto februarja 2008
  - Arena, odprta novembra 2007

Leta 2020 se je na območju mednarodnega letališča Šiauliai začela gradnja največjega evropskega centra za vzdrževanje in popravilo letal. Družba bo popravila letala Airbus A320, Boeing 737 Classic, Boeing 737 Next Generation, opravljala pa bo tudi storitve upravljanja in parkiranja letal. Predvideno je, da bo center ustvaril 1000 novih delovnih mest.
Šiauliai ima 16 parkov, ki obsegajo 1177 hektarjev. Kulturne vrednote registra dodajajo provinca Didždvario in parki Rėkyvos.

## Pobratena mesta
Šiauliai je pobraten z:
- Baranaviči, Belorusija
- Čenstohova, Poljska
- Etten-Leur, Nizozemska
- Občina Fredericia, Danska
- Jelgava, Latvija
- Kaliningrad, Rusija
- Hmeljnicki, Ukrajina
- Kristianstad, Švedska
- Omaha, Nebraska, ZDA
- Pärnu, Estonija
- Plauen, Nemčija

## V popularni kulturi
Šiauliai je eno od začetnih mest Litve v potezni strateški igri Medieval II: Total War: Kingdoms.